# Arrows A23
Chronologie des modèles (2002)
Arrows A22
L'Arrows A23 est la monoplace de Formule 1 engagée par l'écurie Arrows lors de la saison 2002 de Formule 1. Elle est pilotée par l'Allemand Heinz-Harald Frentzen et le Brésilien Enrique Bernoldi. Pour la troisième année consécutive, Orange est le sponsor principal de l'écurie britannique.
L'A23 est la dernière Arrows à avoir couru en Formule 1, l'écurie ayant fait faillite au cours de la saison.

## Historique en course
Conçue par l'ingénieur Mike Coughlan, l'Arrows A23 est motorisée par un Cosworth, contrairement à sa devancière, l'Arrows A22 mue par un moteur Asiatech.
La saison commence par une disqualification des deux monoplaces lors du Grand Prix d'Australie, Heinz-Harald Frentzen pour être sorti des stands sous le feu rouge et Enrique Bernoldi pour avoir changé de monoplace, endommagée à la suite du carambolage du premier tour, lors de son retour au stand au quinzième tour. S'ensuivent une série d'abandons des deux pilotes Arrows jusqu'au Grand Prix d'Espagne lors duquel Frentzen obtient le point de la sixième place. Le pilote allemand réitère cette performance au Grand Prix de Monaco alors qu'il s'élance de la douzième position sur la grille de départ,. Pendant ce temps, victime du manque de fiabilité de sa voiture, Bernoldi ne franchit l'arrivée qu'à deux reprises sur douze engagements. L'écurie anglaise n'est également pas qualifiée pour le Grand Prix de France, les deux pilotes étant à plus d'une seconde et demie du temps des 107 %, et est contrainte à un double abandon en Allemagne,.
Arrows fait faillite à l'issue du Grand Prix d'Allemagne, son 291e et dernier Grand Prix, l'écurie britannique étant criblée de dettes et Cosworth refusant de fournir ses moteurs. Toutefois, après avoir manqué le Grand Prix de Hongrie, les organisateurs du Grand Prix de Belgique annoncent que l'écurie britannique prendra part à la course. Mais dès le vendredi du week-end de course, les dirigeants d'Arrows annoncent qu'ils cessent toute activité afin de négocier un éventuel partenariat avec un investisseur américain qui n'aboutira jamais.
Arrows termine à la onzième place du championnat des constructeurs avec deux points, tous marqués par Heinz-Harald Frentzen, qui se classe à la dix-huitième place du championnat des pilotes.

## Autres utilisations du châssis
Après la disparition de l'écurie Arrows, Paul Stoddart, le patron de la Scuderia Minardi, rachète les châssis de l'A23 et conçoit la Minardi PS04B. Cette nouvelle monoplace est testée face à la Minardi PS03 et il s'avère que les deux voitures ont des performances similaires, sauf que la PS04 est très peu fiable. Il est finalement décidé que pour la saison 2004 de Formule 1, une évolution de la Minardi PS03 sera effectuée pour construire la Minardi PS04B.
En 2006, l'écurie japonaise Super Aguri F1 rachète les châssis de l'A23 et leur apporte quelques modifications pour créer la Super Aguri SA05, notamment pour accueillir un moteur V8 Honda de plus petite cylindrée que le V10 Cosworth originel et pour s'adapter aux nouvelles normes de sécurité plus sévères. La SA05 dispute les onze premiers Grands Prix de la saison 2006 de Formule 1 avant d'être remplacée par la SA06. Auparavant, l'écurie nippone engage l'A23 lors des essais de l'intersaison 2005-2006.

## Résultats en championnat du monde de Formule 1

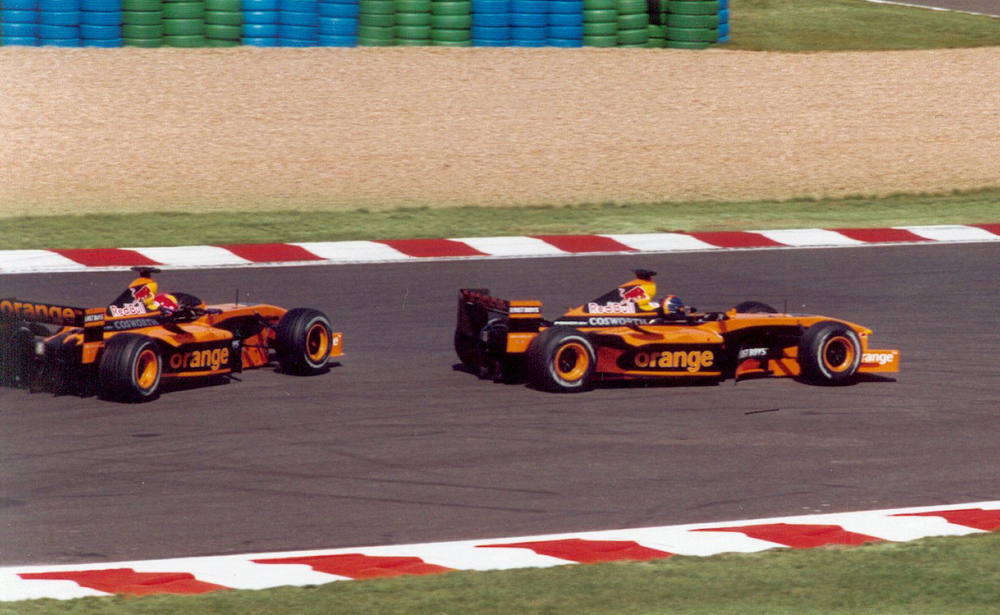
Frentzen devant Bernoldi lors du Grand Prix de France 2002

| Saison | Écurie        | Moteur                 | Pneus       | Pilotes               | Courses | Courses | Courses | Courses | Courses | Courses | Courses | Courses | Courses | Courses | Courses | Courses | Courses | Courses | Courses | Courses | Courses | Points inscrits | Classement |
| Saison | Écurie        | Moteur                 | Pneus       | Pilotes               | 1       | 2       | 3       | 4       | 5       | 6       | 7       | 8       | 9       | 10      | 11      | 12      | 13      | 14      | 15      | 16      | 17      | Points inscrits | Classement |
| ------ | ------------- | ---------------------- | ----------- | --------------------- | ------- | ------- | ------- | ------- | ------- | ------- | ------- | ------- | ------- | ------- | ------- | ------- | ------- | ------- | ------- | ------- | ------- | --------------- | ---------- |
| 2002   | Orange Arrows | Ford Cosworth CR-3 V10 | Bridgestone |                       | AUS     | MAL     | BRÉ     | SMR     | ESP     | AUT     | MON     | CAN     | EUR     | GBR     | FRA     | ALL     | HON     | BEL     | ITA     | USA     | JAP     | 2               | 11e        |
| 2002   | Orange Arrows | Ford Cosworth CR-3 V10 | Bridgestone | Heinz-Harald Frentzen | Dsq     | 11e     | Abd     | Abd     | 6e      | 11e     | 6e      | 13e     | 13e     | Abd     | Nq      | Abd     |         |         |         |         |         | 2               | 11e        |
| 2002   | Orange Arrows | Ford Cosworth CR-3 V10 | Bridgestone | Enrique Bernoldi      | Dsq     | Abd     | Abd     | Abd     | Abd     | Abd     | 12e     | Abd     | 10e     | Abd     | Nq      | Abd     |         |         |         |         |         | 2               | 11e        |

Légende : ici 